# Madière
Madière település Franciaországban, Ariège megyében. Lakosainak száma 272 fő (2022. január 1.). Madière Artigat, Escosse, Monesple, Montégut-Plantaurel, Pailhès, Pamiers, Saint-Michel és Saint-Victor-Rouzaud községekkel határos.

## Népesség
A település népességének változása:
| Lakosok száma | 208  | 158  | 172  | 192  | 203  | 197  | 211  | 241  | 246  | 272  |
|               | 1968 | 1982 | 1990 | 2006 | 2013 | 2015 | 2017 | 2019 | 2020 | 2022 |